# Contea di Chautauqua (Kansas)
La contea di Chautauqua in inglese Chautauqua County è una contea dello Stato del Kansas, negli Stati Uniti. La popolazione al censimento del 2000 era di 4 359 abitanti. Il capoluogo di contea è Sedan.